# 상하이 신동력 자동차 기술
상하이 신동력 자동차 기술(영어: Shanghai New Power Automotive Technology, 중국어 간체자: 上海柴油机股份有限公司)은 상하이 자동차가 전액 출자한 디젤 엔진 제조 회사이다. 본사 및 주요 생산 시설은 상하이시 양푸 구에 위치하고 있다. 1947년 우쑹 공작소 조직으로 설립되었으며, 1953년 상하이 디젤 엔진 공장으로 개명되었다. SDEC는 1993년에 주식 공유 회사로 재편되었다.
1994년, SDEC는 중국에서 최초로 ISO9001 인증을 획득했다. SDEC는 또한 TÜV 라인란드가 실시한 QS9000 및 TS16949 인증을 받았다. 2002년과 2005년에는 세계 승용차 협회에서 최고의 엔진으로 평가된 6CT 천연가스 엔진으로 품질 골드 어워드를 수상했다. 2006년에는 세계 승용차 협회로부터 "최고 엔진 제조업체" 상을 받았다.
2021년, SDEC는 "주요 자산 재편성"을 거쳐 상하이 신동력 자동차 기술(SNAT)로 사명을 변경했다.

## 제품

### 디젤 엔진

#### C 시리즈
C 시리즈 엔진은 캐터필러의 3306-시리즈 디젤 엔진을 기반으로 한다. 2006년, SDEC는 FEV (company)와 협력하여 업그레이드를 수행했다.
- SC11C
  - SC11CB184
  - SC11CB195
  - SC11CB200
  - SC11CB200.1
  - SC11CB220
  - SC11CB220.1
  - SC11CB220.2
  - SC11CB240
  - SC11CB240.1
  - SC11CB270

#### D 시리즈
D 시리즈 엔진은 SDEC와 AVL(오스트리아)이 국내 연료 품질 및 사용자 습관을 기반으로 공동 설계했다. 2005년, SDEC는 미국의 SwRI와 협력하여 재설계 및 4밸브 업그레이드를 수행했다.
- SC8D
- SC9D
- D683

#### E 시리즈
E 시리즈 엔진은 SDEC와 AVL(오스트리아)이 공동 설계했다.
- SC10E
- SC12E

#### G 시리즈
G 시리즈 선박 엔진은 SDEC와 AVL이 공동 설계한 3128 신룡 디젤 엔진을 기반으로 한다.
- G128
- SC13G
- SC15G

#### H 시리즈
SDEC와 영국 기반의 리카르도가 공동 설계 및 개발한 엔진.
- SC4H
- SC7H

#### M 시리즈
폭스바겐과 공동 개발한 경량 트럭 엔진.

##### SC20M (상하이 자동차 D20)
SC20M 엔진 시리즈는 SAIC "π" 엔진 제품군이라고도 불리며, 상하이 자동차가 개발한 2.0리터 직렬 4기통 직분사 터보차저 디젤 엔진 라인이다. SC20M 시리즈는 주로 맥서스 상업용 및 다용도 차량에 사용되며, 여러 성능 변형으로 제공된다. 이 엔진은 2륜 및 4륜 구동 애플리케이션 모두에 맞게 설계되었다. SC20M 아키텍처는 폭스바겐 EA288 모듈형 디젤 엔진 플랫폼을 기반으로 한다. 이 엔진은 유로 5 및 6 배기가스 표준을 준수하도록 설계되었다.
| SC20M 엔진 | SC20M 엔진    | SC20M 엔진 | SC20M 엔진       | SC20M 엔진                           | SC20M 엔진                           | SC20M 엔진 | SC20M 엔진 |
| 모델       | 배기가스 표준 | 구성       | 배기량           | 출력                                 | 토크                                 | 비고       |            |
| ---------- | ------------- | ---------- | ---------------- | ------------------------------------ | ------------------------------------ | ---------- | ---------- |
| SC20M163   | Q6A (유로 6a) | I4         | 1,996 cc (2.0 L) | 120 kW (163 PS; 161 bhp) at 4000 rpm | 375 N·m (277 lb·ft) at 1500–2400 rpm |            |            |
| SC20M163   | Q6B (유로 6b) | I4         | 1,996 cc (2.0 L) | 120 kW (163 PS; 161 bhp) at 4000 rpm | 410 N·m (302 lb·ft) at 1500–2400 rpm |            |            |
| SC20M218   | Q6A (유로 6a) | I4         | 1,996 cc (2.0 L) | 160 kW (218 PS; 215 bhp) at 4000 rpm | 480 N·m (354 lb·ft) at 1500-2400 rpm | 바이-터보  |            |
| SC20M218   | Q6B (유로 6b) | I4         | 1,996 cc (2.0 L) | 160 kW (218 PS; 215 bhp) at 4000 rpm | 500 N·m (369 lb·ft) at 1500–2400 rpm | 바이-터보  |            |

#### R 시리즈
VM 모토리 라이선스를 기반으로 한 엔진.
- SC25R
- SC28R

#### T 시리즈

##### SC25T
SC25T는 상하이 자동차가 새로운 맥서스 차량을 위해 개발한 2.5L 터보차저 및 인터쿨러 디젤 엔진이다. 4행정 설계와 16:1 압축비를 특징으로 하며, 정격 출력은 3,800rpm에서 165kW이고, 최대 토크는 1,500~2,500rpm 사이에서 525Nm이다. 엔진의 보어와 스트로크는 각각 88.3mm와 102mm이며, 공회전 속도는 775 ±25rpm으로 작동한다. 이 엔진은 중국의 국립 VI 배기가스 표준(유로 6 기반)을 충족하도록 설계되었다.
| SC25T 엔진 | SC25T 엔진    | SC25T 엔진 | SC25T 엔진       | SC25T 엔진                           | SC25T 엔진                           | SC25T 엔진           | SC25T 엔진 |
| 모델       | 배기가스 표준 | 구성       | 배기량           | 출력                                 | 토크                                 | 비고                 |            |
| ---------- | ------------- | ---------- | ---------------- | ------------------------------------ | ------------------------------------ | -------------------- | ---------- |
| SC25T      | 유로 6        | I4         | 2,498 cc (2.5 L) | 165 kW (224 PS; 221 bhp) at 3800 rpm | 525 N·m (387 lb·ft) at 1500–2500 rpm | 터보차저 및 인터쿨러 |            |

#### W 시리즈
실린더당 4밸브, 기계식 거버너, P11 고압 연료 분사 기능을 갖춘 선박 엔진.
- SC33W

### 디젤 발전기 세트
모든 세트에는 자동 시동 장치와 선택 사양인 ATS 스위치 캐비닛이 장착되어 있다.

#### D 시리즈
D 시리즈 디젤 엔진으로 구동된다.
- SD-SC200
- SD-SC250

#### E 시리즈
E 시리즈 디젤 엔진으로 구동된다.
- SD-SC325

#### G 시리즈
G 시리즈 디젤 엔진으로 구동된다.
- SD-SC313
- SD-SC375
- SD-SC450
- SD-SC500
- SD-SC563
- SD-SC625
- SD-SC682

#### H 시리즈
H 시리즈 디젤 엔진으로 구동된다.
- SD-SC63
- SD-SC80
- SD-SC100
- SD-SC125
- SD-SC150
- SD-SC188

#### SR 시리즈
SR 시리즈 디젤 엔진으로 구동된다.
- D500MG
- D540MG
- D600MG
- D800MG
- D1000MG
- D1100MG
- D1200MG
- D1360MG
- D1500MG
- D1600MG

#### W 시리즈
W 시리즈 디젤 엔진으로 구동된다.
- SD-SC750